# Boarmia leptoptera
Boarmia leptoptera là một loài bướm đêm trong họ Geometridae.